# تعطيل (إسلام)
في علم الكلام العقائدي الإسلامي، فإن التعطيل يعني تجريد الله جل جلاله من الصفات. الكلمة تعني حرفيا التعليق والإيقاف وتشير إلى شكل من أشكال اللاهوت السلبي الذي يقال لأن الله لا يشبه مخلوقاته ولأن المفاهيم المتاحة للإنسان محدودة وتعتمد على تصوراته لمحيطه، لذلك ليس لديه خيار سوى البقاء صامتًا بشأن الصفات الإلهية والاكتفاء بالتفسيرات الواردة في القرآن والأحاديث. التعطيل هو النقيض التام للتشبيه (التجسيم أو التماثلية [الإنجليزية])، وهو نسبة خصائص جسدية أو صفات إنسانية مثل العاطفة إلى الله. يُعتبر كل من التعطيل والتشبيه من الذنوب أو البدع في الإسلام السائد، ويرتبطان غالبًا بطائفة وصفها علماء السنة بالجهمية.
إن العقيدة التصحيحية ضد التعطيل هي التثبيت، والعقيدة التصحيحية ضد التشبيه هي التنزيه.

## المُعَطِّلَة
يمكن الإشارة إلى المتهمين بالتعطيل باسم المعطلين. تاريخيًّا، كانوا أتباع الجهم بن صفوان (ت 746) - الجهمية - يُطلق عليهم من خصومهم اسم المُعطِّلة. وبطبيعة الحال، في العالم الإسلامي، يُستخدم مصطلح "المُعطلة" أيضًا لتسمية الأشخاص الذين يعتقدون أن الكون أبدي وسيظل دائمًا وليس له خالق عليم وحكيم.
أُطلق على المعتزلة في القرن التاسع اسم المُعطلة لاعتقادهم "أن الله أزلي [...] لكنهم ينكرون وجود أي صفات أبدية (متميزة عن طبيعته). [...] المعرفة والقدرة والحياة جزء من جوهره، وإلا فإذا نظرنا إليها كصفات أبدية للإله، فسوف يؤدي ذلك إلى تعدد الكيانات الأبدية."
وقد أُطلق على أصحاب الظاهر اسم المُعطلة أيضًا. كانوا يعتقدون أن الكون بدائي وأن الله ليس خالقه، ولكن عقول السماوات والنجوم هي التي تسببت في خلق الكائنات.
وفي الجزيرة العربية قبل الإسلام (العصر الجاهلي)، كان البعض يُعرف أيضًا باسم مُعطلة العرب. فمنهم من أنكر وجود الله والقيامة، ومنهم من آمن بالله ورفض القيامة، ومنهم من لم يقبل النبوة.
وبشكل عام فإن الجماعات والمدارس التي تميل إلى التعالى وصفات الله تسمى بالمعتزلة. مثل الجماعات والمدارس التي تعتقد أن الله لا ينبغي اعتباره موضوعًا أو كائنًا أو صفات مثل: الحي، القادر، العليم، السميع، والبصير وغيرهم. وقد سُميت أيضًا بالمعتزلة الفرق والمدارس التي ترفض نسبة الصفات إلى الذات الإلهية وتؤمن بموضوعية الذات والصفات. وقد أطلق خصوم أتباع مذاهب الجهمية والمعتزلة والإسماعيلية والفلاسفة والحكماء عليهم أيضًا اسم المُعطلة ، وإن كان هذا النوع من التسمية قد لا يكون عادلًا.

## آراء المُعطلة
إن مذهب المُعطلة أن العقل البشري غير قادر على معرفة الصفات الإلهية، وأنه لا ينبغي معرفة إلا صفات الله باختصار شديد، ويكفي إثباتها بالقرآن والأحاديث. يعتقدون أنه بسبب عجز الإنسان عن إدراك حقيقة معاني الصفات الإلهية فإن العقل البشري في هذا الوادي محكوم عليه بالتوقف، ولذلك تسمى هذه الطريقة بالتعطيل.
يرى المُعطلة أن المفاهيم التي يُقصد بها الإنسان وصف الصفات الإلهية مستمدة من البيئة المحدودة والملموسة والكائنات المحيطة به، وأن هذه المفاهيم غير صالحة لوصف صفات الله. وبما أن الله لا يشبه المخلوقات، وليس للإنسان إلا نفس المفاهيم المحدودة والتعريفات الخاصة بالمخلوقات، فيجب على الإنسان أن يسكت عن صفات الله ومعانيها، ويكتفي بالتوجيه في القرآن والأحاديث في هذا الشأن. وقد روى عن عالم الدين الإسلامي البارز سفيان بن عيينة في القرن الثامن: أن تفسير ما وصف الله به نفسه في الكتاب الإلهي (القرآن) هو أن نقرأه ونسكت عنه.
وبحسب رأي المُعطلة فإن آخر ما يمكن توقعه من العقل البشري في صفات الله هو حرمان الذات الإلهية من المفاهيم والصفات المتعلقة بالعيوب والحدود. إن معاني الصفات مثل "الله عليم بكل شيء " أو "الله قادر على كل شيء " تعني أن الله ليس جاهلًا أو عاجزًا. وهكذا، من خلال تقديم الصفات الدالة على الله، تمكن العقل البشري من إزالة بعض المفاهيم غير الموجودة التي تعبر عن نقص وضعف الجوهر الإلهي. لا يستطيع الإنسان بعقله أن يثبت صفات الله ويحصل على فهم للحقائق حول الله، لكنه في النهاية يستطيع أن يحكم بعقله أن الله خالٍ من كل النقائص والقيود.

## نقد هذا الرأي
لقد تعرضت نظرية المُعطلة إلى انتقادات منها:
- من المؤكد أن هناك فهمًا لصفات الله، على الرغم من أنه قد يكون بدائيًا. وبمساعدة العقل يستطيع الإنسان أن يدرك الصفات الإلهية ولو قليلًا.[30]
- إن نظرية التشبيه هي مبالغة في تعريف صفات الله ونظرية التعطيل فيها.
- أعظم شرف للإنسان هو أن يكون بين المخلوقات قادرًا على معرفة الله واكتساب معرفة الله.[30]
- لا يمكن أن يقال أن صفات المخلوقات الحميدة لا ترتبط بخالقها. توجد هذه الصفات في الإصدارات المثالية وهي مرتبطة ارتباطًا وثيقًا بالخالق.[31] الفرق بين الخالق والمخلوق هو في نوع الحدوث ونوع الوجود. على سبيل المثال، نوع وجود الله هو الوجود وله معرفة مطلقة لا متناهية، ولكن الإنسان، باعتباره مخلوقًا له، من الممكن أن يوجد وله معرفة محدودة.[32]
- وهذه النظرة تؤدي إلى إنكار وجود الله ووحدانيته.[33]
- إن نصوص القرآن الكريم في الصفات الإلهية لا تتفق مع نظرية التعطيل وتشهد على بطلانها. لقد جاء في القرآن الكريم آيات كثيرة تصف الصفات والأسماء الإلهية وتدعو الإنسان إلى التأمل فيها. ولو لم يستطع الإنسان أن يدرك معنى هذه الصفات والأسماء لما ارتفعت فيه الدعوة إلى التأمل.[34]

## طالع أيضًا
- علم الكلام السلبي
- فرقة إسلامية
- مفردات واصطلاحات إسلامية
- أكون الذي أكون
- جبرية
- وسائل النعم [الإنجليزية]
- أسماء الله الحسنى
- الشرك في الإسلام
- يحوى
- الصبر في الإسلام

### الاستشهادات
1. ↑  
زوزنی، حسین بن احمد. کتاب المصادر. تهران: چاپ تقی بینش. ج. ۲. ص. ۵۸۲. ۱۳۷۴ ش.
2. ↑  
محمد بن مکرم بن علی أبو الفضل جمال الدین ابن منظور، الأنصاری الرویفعی الأفریقی. لسان العرب. ج. ۱۱. ص. ۴۵۳. مؤرشف من الأصل في 2025-01-05. ذیل «عطل».
3. ↑  سبحانی، جعفر. الالهیات (بالفارسية). قم: انتشارات امام صادق (ع). ج. ۱. ص. ۸۷.
4. ↑  احمد بن عبدالحلیم بن تیمیه، حرانی. الرسائل الکبری (بالفارسية). ج. ۱. ص. ۳۲. به نقل از، الالهیات، ج۱، ص۸۷.
5. ↑  "Tashbīh". Tashbīh / Comparison, Anthropomorphism & Polytheism / Britannica (بالإنجليزية). 20 Jul 1998. Archived from the original on 2024-12-09. Retrieved 2020-02-22. {{استشهاد بموسوعة}}: الوسيط |تاريخ الوصول= and |تاريخ-الوصول= تكرر أكثر من مرة (help)
6. ↑  Bunzel 2023، صفحة 100.
7. ↑  "Tashbīh". Tashbīh / Comparison, Anthropomorphism & Polytheism / Britannica (بالإنجليزية). 20 Jul 1998. Archived from the original on 2024-12-09. Retrieved 2020-02-22. {{استشهاد بموسوعة}}: الوسيط |تاريخ الوصول= and |تاريخ-الوصول= تكرر أكثر من مرة (help)Tashbīh. 1998-07-20. Retrieved 2020-02-22.
8. ↑  Livnat Holtzman (2013). "Debating the Doctrine of jabr (Compulsion)". في Birgit Krawietz؛ Georges Tamer (المحررون). Islamic Theology, Philosophy and Law: Debating Ibn Taymiyya and Ibn Qayyim al-Jawziyya. Walter De Gruyter GmbH. ص. 68. ISBN:978-3-11-028534-5. ISSN:1862-1295.
9. ↑  Edward Sell (1907). The Faith of Islám (ط. 3rd). Society for Promoting Christian Knowledge. ص. 195.
10. ↑  C.E. Bosworth؛ E. van Donzel؛ W.P. Heinrichs؛ G. Lecomte؛ P.J. Bearman؛ Th. Bianquis (2000). Encyclopaedia of Islam (ط. New). Leiden: Brill. ج. 10 (T-U). ص. 342. ISBN:9004112111.
11. ↑  
مشکور، محمدجواد. هفتاد و سه ملت، یا، اعتقادات مذاهب: رساله ای در فرق اسلام از آثار قرن هشتم هجری (بالفارسية). تهران: مؤسسۀ مطبوعاتی عطائی. ج. ۱. ص. ۱۰. ۱۳۳۷ ش.
12. ↑  Edward Sell (1907). The Faith of Islám (ط. 3rd). Society for Promoting Christian Knowledge. ص. 195.Edward Sell (1907). The Faith of Islám (3rd ed.). Society for Promoting Christian Knowledge. p. 195.
13. ↑  Al-Shahrastani, al-Milal wa'n-Niḥal, page 30. Quoted in Edward Sell (1907). The Faith of Islám (ط. 3rd). Society for Promoting Christian Knowledge. ص. 196–197.
14. ↑  
قبادیانی بلخی، ابومعین ناصر بن خسرو بن حارث. جامع‌الحکمتین (بالفارسية). تهران: چاپ هانری کوربن و محمد معین. ج. ۱. ص. ۳۱. ۱۳۶۳ ش.
15. ↑  
شهرستانی، محمد بن عبدالکریم. المِلَل و النِحَل (بالفارسية). قاهره: چاپ محمد سیدکیلانی. ج. ۲. ص. ۲۳۵-۲۳۶. ۱۳۸۷/ ۱۹۶۷.
16. ↑  
علم الهدی، مرتضی بن داعی. تبصرة العوام فی معرفة مقالات الانام (بالفارسية). تهران: چاپ عباس اقبال. ج. ۱. ص. ۸۶. ۱۳۶۴ ش.
17. ↑  
انجمن دانشنامه اسلام. دانشنامه اسلام (بالفارسية). چاپ دوم، ذیل «جهمیه».
18. ↑  
غزالی (نظام)، محمود طاهر. رسالة معرفة المذاهب (بالفارسية). تهران: چاپ عباس اقبال. ج. ۱. ص. ۸۴. در محمدبن عبیداللّه ابوالمعالی، کتاب بیان الادیان (۱۳۱۲ ش).
19. ↑  
شهرستانی، محمد بن عبدالکریم. المِلَل و النِحَل (بالفارسية). قاهره: چاپ محمد سیدکیلانی. ج. ۱. ص. ۹۲. ۱۳۸۷/ ۱۹۶۷.
20. ↑  
اقبال آشتیانی، عباس. خاندان نوبختی (بالفارسية). تهران. ج. ۱. ص. ۲۶۴. ۱۳۴۵ ش.
21. ↑  
امام الحرمین، عبدالملک بن عبدالله. الشامل فی اصول الدین. قاهره ۱۹۸۹.: چاپ هلموت کلوبفر. ج۱، کتاب ۱، ص۱۶۶{{استشهاد بكتاب}}:  صيانة الاستشهاد: مكان (link)
22. ↑  
شبستری، محمودبن عبدالکریم. مجموعه آثار شیخ محمود شبستری (بالفارسية). تهران: چاپ صمد موحد. ج. ۱. ص. ۱۸۴. ۱۳۷۱ ش.
23. ↑  
"دانشنامه جهان اسلام: تعطیل - کتابخانه فقاهت" (بالفارسية). مؤرشف من الأصل في 2023-05-28. اطلع عليه بتاريخ 2021-12-03.
24. ↑  
"دانشنامه جهان اسلام: تعطیل" (بالفارسية). مؤرشف من الأصل في 2025-04-27. اطلع عليه بتاريخ 2021-12-03.
25. ↑  
"امکان شناخت صفات خدا" (بالفارسية). مؤرشف من الأصل في 2024-11-27. اطلع عليه بتاريخ 2021-12-03.
26. ↑  سبحانی، جعفر. الالهیات (بالفارسية). قم: انتشارات امام صادق (ع). ج. ۱. ص. ۸۷.سبحانی, جعفر. الالهیات (in Persian). Vol. ۱. قم: انتشارات امام صادق (ع). p. ۸۷.
27. ↑  احمد بن عبدالحلیم بن تیمیه، حرانی. الرسائل الکبری (بالفارسية). ج. ۱. ص. ۳۲. به نقل از، الالهیات، ج۱، ص۸۷.احمد بن عبدالحلیم بن تیمیه, حرانی. الرسائل الکبری (in Persian). Vol. ۱. p. ۳۲. به نقل از، الالهیات، ج۱، ص۸۷.
28. ↑  
سعیدی مهر، محمد. آموزش کلام اسلامی (بالفارسية). قم: انتشارات طه. ص. ۲۰۲-۲۰۳.
29. ↑  
مصباح یزدی، محمدتقی. آموزش فلسفه (بالفارسية). قم: انتشارات مؤسسه امام خمینی. ج. ۲. ص. ۳۶۸.
30. 1 2  
"نقد عقیده تشبیه و تعطیل در نهج البلاغه" (بالفارسية). مؤرشف من الأصل في 2021-12-05. اطلع عليه بتاريخ 2021-12-03.
31. ↑  
مطهری، ‌مرتضی. مجموعه آثار (بالفارسية). تهران: انتشارات صدرا. ج. ۶. ص. ۱۰۴۱.
32. ↑  
مطهری، ‌مرتضی. مجموعه آثار (بالفارسية). تهران: انتشارات صدرا. ج. ۶. ص. ۱۰۳۳-۱۰۳۴.
33. ↑  
مطهری، ‌مرتضی. مجموعه آثار (بالفارسية). تهران: انتشارات صدرا. ج. ۶. ص. ۱۰۳۵.
34. ↑  
سعیدی مهر، محمد. آموزش کلام اسلامی (بالفارسية). قم: انتشارات طه. ص. ۲۰۵-۲۰۶.